# 六絲多指馬鮁
六絲多指馬鮁（学名：Polydactylus sexfilis），又名六絲馬鮁、午仔，为馬鮁科多指馬鮁屬下的一个种。

## 分布
本魚分布於印度太平洋海域的淺水地帶。

## 特徵
本魚類似五絲馬鮁，胸鰭具有6條游離的絲狀軟條，多數分枝。鋤骨無齒。體背側淡青黃色，腹部白色。各鰭邊緣黑色。側線起點處有一卵圓形黑點。背鰭硬棘9枚、軟條13枚；臀鰭硬棘3枚、軟條11枚。體長可達61公分。

## 生態
為熱帶沿海洄游性魚類，常出現在沙泥底質沿海。以其胸鰭遊離軟條，探索泥中之無脊椎動物為食。

## 經濟利用
肉質細嫩鮮美，頗具經濟價值的食用魚，乾煎或油炸都相當美味。秋末和翌年三月初為盛產期。人工養殖者胸鰭呈黃色，野生的則為黑色。
臺灣人重視此魚類，列為十大美味魚類之一，稱一鯃、二紅魦、三鯧、四馬鮫、五鮸、六嘉鱲、七赤鯮、八馬頭、九烏喉、十寸子。